# اختصاص فرعي
الاختصاص الفرعي (بالإنجليزية: Subspecialty)‏ هو مجال ضيق من خلال الاختصاص الطبي مثل الأدلة الجنائية، والتي تعتبر فرعا من طب التشريح المرضي.
في الطب، الاختصاص الفرعي شائع خصوصا في الطب الباطني.